# 池田恒雄 (農民運動家)
池田 恒雄（いけだ つねお、1909年〈明治42年〉4月 - 1985年〈昭和60年〉11月7日）は、昭和期の農民運動家、政治家。参議院議員。

## 経歴
宮城県出身。帝国農会技術訓練所を卒業した。
1931年（昭和6年）全国農民組合宮城県連書記に就任。以後、同組合総本部書記、大日本農民組合福島県連書記、福島消費組合主事、帝国農会嘱託、中央農業会主事補、全国農業会職員、日本農民組合茨城県連執行委員、同組合中央委員などを務めた。
1947年（昭和22年）4月の第1回参議院議員通常選挙で茨城県地方区に無所属で立候補して当選（補欠、任期3年）し、労働者農民党に所属して参議院議員に1期在任した。その後、第2回、第3回通常選挙に立候補したがいずれも落選した。
1985年〈昭和60年〉11月7日、死去した。76歳没。同月15日、特旨を以て位記を追賜され、死没日付をもって従五位勲四等に叙され、旭日小綬章を追贈された。